# Banc Victory
Le banc Victory, en anglais Victory Bank, est un atoll submergé de l'archipel des Chagos, dans le territoire britannique de l'océan Indien, un territoire britannique d'outre-mer.

## Géographie

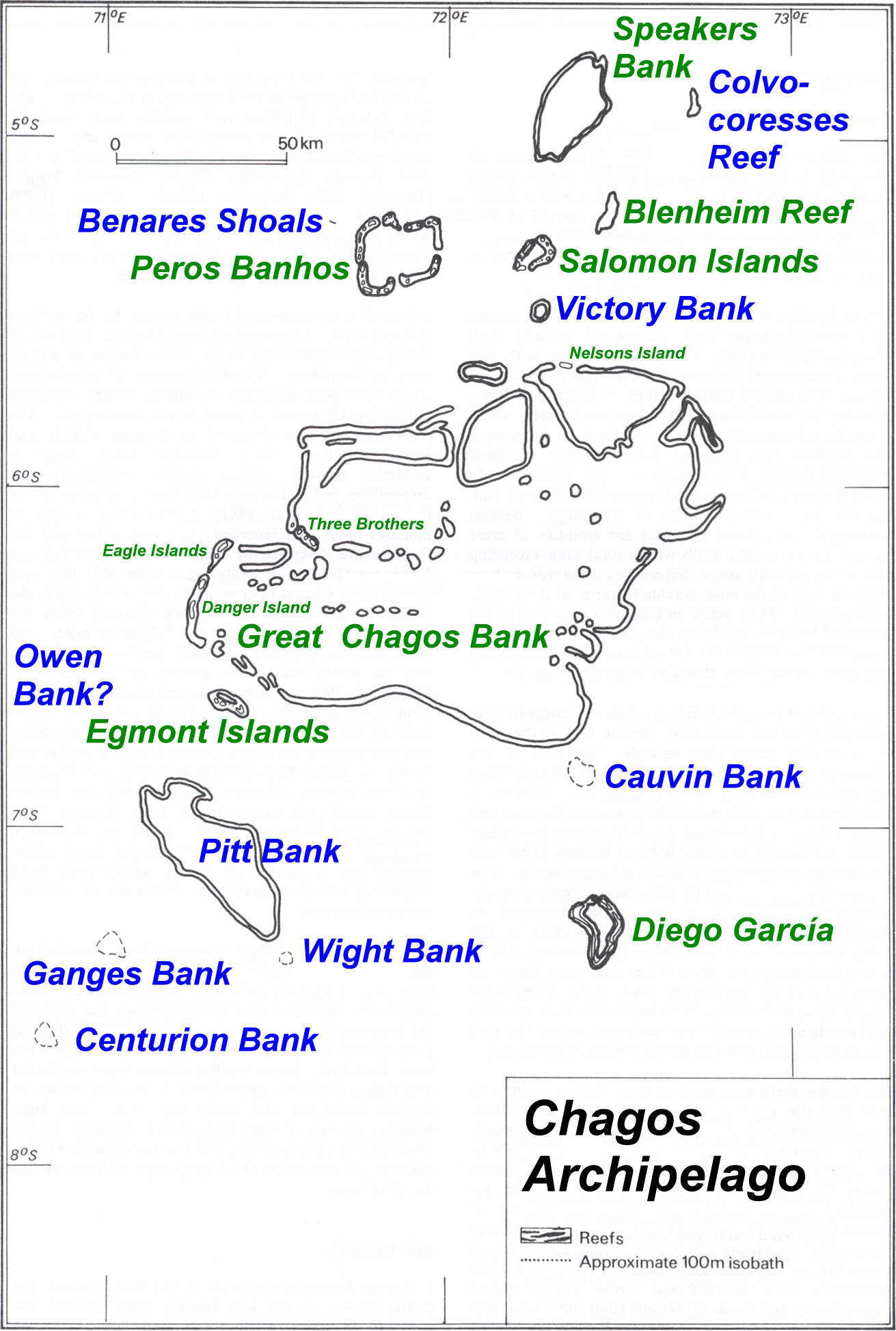
Carte de l'archipel des Chagos montrant le banc Victory au nord.

Le banc Victory est situé dans le centre de l'océan Indien, dans le nord de l'archipel des Chagos, à treize kilomètres au nord du banc Great Chagos, à seize kilomètres au sud des îles Salomon et à 185 kilomètres au nord de Diego Garcia. Administrativement, il est inclus dans le territoire britannique de l'océan Indien, un territoire britannique d'outre-mer. Cependant, Maurice réclame la souveraineté de l'archipel des Chagos, y compris le banc Victory.
Le banc Victory est un atoll d'origine corallienne entièrement submergé, de forme elliptique. Il mesure six kilomètres de longueur d'est en ouest, quatre kilomètres de largeur du nord au sud pour une superficie de 19 km2. La profondeur minimale est de six mètres et le lagon peut mesurer jusqu'à 35 mètres de profondeur.
Le 25 février 2019, dans un avis consultatif, la Cour internationale de justice estime que le Royaume-Uni a « illicitement » séparé l’archipel des Chagos de l’île Maurice après son indépendance en 1968,.
L'assemblée générale de l’ONU a adopté une résolution le 22 mai 2019, commandant à la Grande-Bretagne de restituer l'archipel des Chagos à la République mauricienne dans les six mois, ce qui permettrait aux Chagossiens de retrouver leurs terres.
En mai 2019, l'Assemblée générale de l'ONU avait adopté à une très large majorité une résolution, non contraignante mais à forte valeur politique, donnant six mois à Londres pour procéder à cette rétrocession. Ce délai a pris fin le 22 novembre 2019 sans que le Royaume-Uni se conforme à cette résolution, ni à l'avis consultatif formulé en février par la Cour internationale de justice (CIJ) demandant à Londres de mettre fin "dans les plus brefs délais" à son administration des Chagos.
Le 15 janvier 2020, Pravind Jugnauth premier ministre des île Maurice, était à Londres pour assister à un sommet sur les investissements de la Grande-Bretagne en Afrique. il s'est entretenu avec les chefs des gouvernements de l'Afrique du Sud, du Kenya, de Côte d'Ivoire et du Mozambique. Il a indiquait que : "Port-Louis étudiait la possibilité d’entamer des poursuites contre des responsables britanniques devant la Cour pénale internationale pour crime contre l’humanité", écrit IonNews.